# Синарка
Синарка — действующий вулкан на острове Шиашкотан Большой Курильской гряды.
Сложный стратовулкан с экструзивным куполом в кратере. Высота 934 м. Расположен в северо-восточной части полуострова Чупрова.
Известны извержения 1846, 1855, 1872, 1878 годов. В настоящее время фиксируется фумарольная и термальная активность.